# Ole Davidsen
Ole Davidsen (født 20. september 1950 i København) er en dansk teolog, som tidligere har været professor i Det Ny Testamente ved den teologiske uddannelse ved Aarhus Universitet. I dag er han studielektor samme sted. 

## Udgivelser
- The Narrative Jesus. A Semiotic Reading of Mark's Gospel (disputats) 1987.